# Ясмін Вер
Ясмін Вер (нім. вимова: [jasˈmiːn ˈvøːɐ̯]; нар. 21 серпня 1980) — колишня німецька тенісистка.
Здобула чотири парні титули туру WTA, один одиночний  та 23 парних титули туру ITF.
Найвищу одиночну позицію світового рейтингу — 188 місце досягнула 14 грудня 1998, парну — 46 місце — 23 липня 2007 року.
Завершила кар'єру 2012 року.

## Юніорські фінали турнірів Великого шолома

### Парний розряд: 1 (1 титул)
| Результат | Рік  | Турнір                                 | Покриття | Партнер              | Опоненти                | Рахунок  |
| --------- | ---- | -------------------------------------- | -------- | -------------------- | ----------------------- | -------- |
| Перемога  | 1997 | Відкритий чемпіонат Австралії з тенісу | Тверде   | Мір'яна Лучич-Бароні | Чо Юн Чон Хісамацу Сіхо | 6–2, 6–2 |

## Фінали турнірів WTA

### Парний розряд: 10 (4–6)
| Легенда (до/після 2009)                      |
| -------------------------------------------- |
| Tier I / Premier Mandatory & Premier 5 (0–0) |
| Tier II / Premier (0–1)                      |
| Tier III, IV & V / International (4–5)       |

| Результат | Ранг | Дата             | Турнір                                        | Покриття        | Партнер                       | Опоненти                                        | Рахунок          |
| --------- | ---- | ---------------- | --------------------------------------------- | --------------- | ----------------------------- | ----------------------------------------------- | ---------------- |
| Поразка   | 1.   | 16 червня 2002   | Linz Open                                     | Ґрунт           | Барбара Шварц                 | Петра Мандула Патріція Вартуш                   | 6–2, 0–6, 6–4    |
| Перемога  | 1.   | 14 липня 2002    | French Community Championships, Брюссель      | Ґрунт           | Барбара Шварц                 | Татьяна Гарбін Аранча Санчес Вікаріо            | 6–2, 0–6, 6–4    |
| Перемога  | 2.   | 29 лютого 2004   | Copa Colsanitas Santander, Богота             | Ґрунт           | Барбара Шварц                 | Анабель Медіна Гаррігес Аранча Парра Сантонха   | 6–1, 6–3         |
| Поразка   | 2.   | 26 лютого 2006   | Copa Colsanitas, Богота                       | Ґрунт           | Агнеш Савай                   | Хісела Дулко Флавія Пеннетта                    | 7–6(7–1), 6–1    |
| Поразка   | 3.   | 5 листопада 2006 | Gaz de France Stars, Гассель                  | Килим (i)       | Елені Даніліду                | Ліза Реймонд Саманта Стосур                     | 6–2, 6–3         |
| Поразка   | 4.   | 30 вересня 2007  | Hansol Korea Open Tennis Championships, Seoul | Тверде          | Елені Даніліду                | Чжуан Цзяжун Сє Шувей                           | 6–2, 6–2         |
| Поразка   | 5.   | 11 січня 2008    | Moorilla Hobart International                 | Тверде          | Елені Даніліду                | Анабель Медіна Гаррігес Вірхінія Руано Паскуаль | 6–2, 6–4         |
| Перемога  | 3.   | 31 липня 2010    | Istanbul Cup                                  | Тверде          | Елені Даніліду                | Марія Кондратьєва Владіміра Угліржова           | 6–4, 1–6, [11–9] |
| Поразка   | 6.   | 24 квітня 2011   | Porsche Tennis Grand Prix, Штуттґарт          | Крістіна Барруа | Сабіне Лісіцкі Саманта Стосур | 6–1, 7–6(7–5)                                   |                  |
| Перемога  | 4.   | 12 червня 2011   | Danish Open (теніс), Копенгаґен               | Тверде          | Юганна Ларссон                | Крістіна Младенович Катажина Пітер              | 6–3, 6–3         |